# Heliconia peckenpaughii
Heliconia peckenpaughii är en enhjärtbladig växtart som beskrevs av Abalo och G.Morales. Heliconia peckenpaughii ingår i släktet Heliconia och familjen Heliconiaceae. Inga underarter finns listade.